# Distrikt Coracora
Der Distrikt Coracora liegt in der Provinz Parinacochas in der Region Ayacucho in Südzentral-Peru. Der Distrikt entstand in den Gründungsjahren der Republik Peru. Er besitzt eine Fläche von 1388 km². Beim Zensus 2017 wurden 13.852 Einwohner gezählt. Im Jahr 1993 lag die Einwohnerzahl bei 11.637, im Jahr 2007 bei 14.769. Sitz der Provinz- und Distriktverwaltung ist die 3175 m hoch gelegene Kleinstadt Coracora mit 11.257 Einwohnern (Stand 2017). Coracora liegt 212 km südsüdöstlich der Regionshauptstadt Ayacucho. 

## Geographische Lage
Der Distrikt Coracora liegt in der Cordillera Volcánica im Nordwesten der Provinz Parinacochas. Durch den Nordwesten des Distrikts verläuft die kontinentale Wasserscheide. Das Areal nördlich davon wird über den Río Sondondo zum Río Pampas hin entwässert. Der Südwesten wird über den Río Yauca, der Osten über den Río Marán, rechter Quellfluss des Río Ocoña, Richtung Pazifik entwässert. An der westlichen Distriktgrenze befindet sich der Stausee der Talsperre Ancascocha.
Der Distrikt Coracora grenzt im Westen an die Distrikte Chaviña und Puquio (beide in der Provinz Lucanas), im Norden an den Distrikt Chipao (ebenfalls in der Provinz Lucanas), im Nordosten an den Distrikt Cotaruse (Provinz Aymaraes), im südlichen Osten an den Distrikt Upahuacho, im äußersten Südosten an den Distrikt Lampa (Provinz Páucar del Sara Sara) sowie im Süden an den Distrikt Chumpi.

## Ortschaften
Neben dem Hauptort gibt es folgende größere Ortschaften im Distrikt:
- Aycara
- Huallhua
- Huayllani
- Pampamarca
- Paucaray